# 주온두라스 대한민국 대사관
주온두라스 대한민국 대사관(스페인어: Embajada de la República de Corea en Honduras)은 온두라스 테구시갈파에 개설된 대한민국 외교부 소속의 대사관이다.

## 역사
- 1962년 4월 1일: 대한민국과 온두라스 간의 대사급 외교 관계 수립
- 2007년 10월 8일: 주온두라스 대한민국 대사관 개관

## 역대 대사
- 제1대: 김순규 (2007년 4월 신임장 제정)
- 제2대: 원종온 (2010년 9월 신임장 제정)
- 제3대: 김래혁 (2013년 11월 신임장 제정)
- 제4대: 신성기 (2017년 1월 신임장 제정)
- 제5대: 심재현 (2020년 9월 신임장 제정)
- 제6대: 성문업 (2023년 2월 신임장 제정)

## 같이 보기
- 주한 온두라스 대사관
- 대한민국-온두라스 관계